# Надеждино (Сакский район)
Наде́ждино (до 1948 года Бию́к-Токсаба́; укр. Надеждине, крымскотат. Büyük Toq Saba, Буюк Токъ Саба) — исчезнувшее село в Сакском районе Республики Крым (согласно административно-территориальному делению Украины — Автономной Республики Крым), располагавшееся на северо-востоке района, в степной части Крыма, примерно в 3,5 километрах северо-восточнее современного села Трудовое.

### Динамика численности населения
| - 1806 год — 116 чел. - 1864 год — 121 чел. - 1889 год — 212 чел. - 1892 год — 83 чел. | - 1900 год — 156 чел. - 1915 год — 0/146 чел. - 1926 год — 165 чел. |

## История
Первое документальное упоминание села встречается в Камеральном Описании Крыма… 1784 года, судя по которому, в последний период Крымского ханства Бьюк Ток Задин входил в Каракуртский кадылык Бахчисарайского каймаканства. После присоединения Крыма к России (8) 19 апреля 1783 года, (8) 19 февраля 1784 года, именным указом Екатерины II сенату, на территории бывшего Крымского Ханства была образована Таврическая область и деревня была приписана к Евпаторийскому уезду. После Павловских реформ, с 1796 по 1802 год, входила в Акмечетский уезд Новороссийской губернии. По новому административному делению, после создания 8 (20) октября 1802 года Таврической губернии, деревня Биюк-Токсаба была включена в состав Урчукской волости Евпаторийского уезда.
По Ведомости о волостях и селениях, в Евпаторийском уезде с показанием числа дворов и душ… от 19 апреля 1806 года, в деревне Буюк-Токсаба числилось 18 дворов, 114 крымских татар и 2 ясыра. На военно-топографической карте генерал-майора Мухина 1817 года обозначены 2 деревни Ток саба: западная (по расположению — Биюк-Токсаба), пустующая, и восточная с 8 дворами; при этом на карте 1836 года в деревне 37 дворов, как и на карте 1842 года. После реформы волостного деления 1829 года Буюк Токсаба, согласно «Ведомости о казённых волостях Таврической губернии 1829 года», остался в составе Урчукской волости (переименованной из Бозгозской).
В 1860-х годах, после земской реформы Александра II, деревню приписали к Абузларской волости. Согласно «Памятной книжке Таврической губернии за 1867 год», деревня Биюк Токсаба была покинута жителями в 1860—1864 годах — в результате эмиграции крымских татар, особенно массовой после Крымской войны 1853—1856 годов, в Турцию, а затем вновь заселена татарами. В «Списке населённых мест Таврической губернии по сведениям 1864 года», составленном по результатам VIII ревизии 1864 года, Биюк-Токсаба — владельческая татарская деревня, с 13 дворами, 121 жителем и мечетью при колодцах. По обследованиям профессора А. Н. Козловского 1867 года, вода в колодцах деревни была пресная, а их глубина достигала 21—26 саженей (44—54 м). На трёхверстовой карте Шуберта 1865—1876 года в деревне Биюк-Токсаба обозначено 13 дворов. В «Памятной книге Таврической губернии 1889 года», включившей результаты Х ревизии 1887 года, Биюк-Таксаба записана вместе с Кучук-Токсабой, с 36 дворами и 212 жителями. На верстовой карте 1890 года в деревне обозначено 27 дворов с немецко-татарским населением. Согласно «…Памятной книжке Таврической губернии на 1892 год», в деревне Биюк-Токсаба, не входившей ни в одно сельское общество, числилось 83 жителя в 16 домохозяйствах.
Земская реформа 1890-х годов в Евпаторийском уезде прошла после 1892 года; в результате Биюк-Токсабу (записана как Токсаба-Биюк) приписали к Камбарской волости. По «…Памятной книжке Таврической губернии на 1900 год», в деревне числилось 156 жителей в 28 дворах. На 1914 год в селении действовала лютеранская школа грамотности. Время заселения деревни крымскими немцами-лютеранами пока не установлено, но, по Статистическому справочнику Таврической губернии. Ч.II-я. Статистический очерк, выпуск пятый Евпаторийский уезд, 1915 год, в деревне Биюк-Токсаба Камбарской волости Евпаторийского уезда числилось 15 дворов с немецким населением, без приписных жителей, но со 146 — «посторонними», из которых 63 мужчины и 83 женщины. Жители землёй не владели, в хозяйствах имелось 100 лошадей, 80 волов, 95 коров и 100 голов мелкого скота (согласно энциклопедическому словарю «Немцы России», в 1918 году в деревне было 80 жителей.
После установления в Крыму Советской власти, по постановлению Крымревкома от 8 января 1921 года № 206 «Об изменении административных границ» была упразднена волостная система, и село вошло в состав Евпаторийского района Евпаторийского уезда, а в 1922 году уезды получили название округов. 11 октября 1923 года, согласно постановлению ВЦИК, в административное деление Крымской АССР были внесены изменения, в результате которых округа были отменены и произошло укрупнение районов: территорию округа включили в Евпаторийский район. Согласно Списку населённых пунктов Крымской АССР по Всесоюзной переписи 17 декабря 1926 года, в селе Ток-Саба-Биюк (Биюк-Ток-Саба), в составе упразднённого к 1940 году Джума-Абламского сельсовета Симферопольского района, числилось 33 двора, из них 30 крестьянских, население составляло 165 человек, из них 109 русских, 48 немцев, 3 грека, 1 армянин, 4 записаны в графе «прочие», действовала русская школа. После образования 15 сентября 1931 года немецкого национального (лишённого статуса национального постановлением Оргбюро ЦК КПСС от 20 февраля 1939 года) Биюк-Онларского района Биюк-Токсабу включили в его состав; когда же постановлением президиума КрымЦИК от 26 января 1935 года «Об образовании новой административной территориальной сети Крымской АССР» был создан Сакский район, она перешла в состав этого нового района. Вскоре после начала Великой Отечественной войны, 18 августа 1941 года крымские немцы были выселены — сначала в Ставропольский край, а затем в Сибирь и северный Казахстан.
После освобождения Крыма от фашистов, 12 августа 1944 года было принято постановление № ГОКО-6372с «О переселении колхозников в районы Крыма», по которому в район из Курской и Тамбовской областей РСФСР в район переселялись 8100 колхозников, а в начале 1950-х годов последовала вторая волна переселенцев из различных областей Украины. С 25 июня 1946 года Биюк-Токсаба в составе Крымской области РСФСР. Указом Президиума Верховного Совета РСФСР от 18 мая 1948 года Биюк-Токсабу переименовали в Надеждино. 26 апреля 1954 года Крымская область была передана из состава РСФСР в состав УССР. Время включения в состав Крайненского сельсовета пока не установлено: на 15 июня 1960 года село уже числилось в его составе.
Указом Президиума Верховного Совета УССР «Об укрупнении сельских районов Крымской области» от 30 декабря 1962 года село присоединили к Евпаторийскому району. 1 января 1965 года, указом Президиума ВС УССР «О внесении изменений в административное районирование УССР — по Крымской области», Евпаторийский район был упразднён и село включили в состав Сакского (по другим данным — 11 февраля 1963 года). Ликвидировано в период между 1968 годом, когда село ещё числилось в составе Крайненского сельского совета и 1977 годом, когда Надеждино уже числилось в списке упразднённых.